# Parkano
Parkano è una città finlandese di 6240 abitanti, situata nella regione del Pirkanmaa.